# Silt'e (peuple)
Pour les articles homonymes, voir Silt'e.
Le peuple Siltʼe représente un groupe ethnique du sud de l'Éthiopie. Ils habitent la Zone Siltʼe qui fait partie de la Région des Nations, Nationalités et Peuples du Sud. Les Silt'e parlent la langue Silt'e une langue sémitique qui est étroitement liée à la langue Harari.

## Historique
Les siltʼe indiquent leur origine dans le Harar et prétendent être les ancêtres du Sultanat de Hadiya,. Le pays des Silt'e apparaît pour la première fois dans les textes du XIVe siècle sous le nom de Silt'e-Ge. La tradition déclare que certains des ancêtres de Silt'e étaient des résidents de Harar Kabir Hamid et saint Aw Barkhadle.
D'autres clans au sein de Silt'e revendiquent également une descendance de Hajji Aliye qui a accompagné les troupes d'Ahmed Ibn Ibrahim Al-Ghazi pendant la guerre éthiopienne-Adal au XVIe siècle. Les Silt'e sont considérés comme autrefois une extension de l'ancien peuple Harla aux côtés du Wolane et du peuple Harari avant aux expansions Oromo du XVIe siècle. Dans les années 1600, leur chef Garad de Seba Hadiya Sidi Mohammed a vaincu les troupes de l'empereur Susenyos I lors de la Bataille de Hadiya protégeant ainsi leur frontière de l'Abyssinie annexion pour les trois cents prochaines années.
Le dernier Garad de la dynastie Gan-Silte était Sediso K'albo avant l'invasion des forces de Ménélik dans les années 1800. Les habitants de Silte ont été incorporés dans la Région de Gurage après l'annexion de leurs terres par l'Éthiopie à la suite de la défaite du leadeur Hadiya Hassan Enjamo. Au début des années 1990, Silte a obtenu une zone distincte à la suite de protestations contre l'imposition de l'étiquette ethnique Gurage.

## Personnes notables
- Sidi Mohammed, dirigeant du XVIIe siècle de l'État du Hadiya
- Muferiat Kamil
- Rediwan Hussen
- Siraj Fergessa
- Muktar Edris